# Brzeszcze
Brzeszcze est une ville du sud de la Pologne, située dans la voïvodie de Petite-Pologne

## Économie
L'économie de Brzeszcze repose sur la mine de charbon de Brzeszcze-Silesia qui est le principal employeur de la région et un des plus importants de la voïvodie.

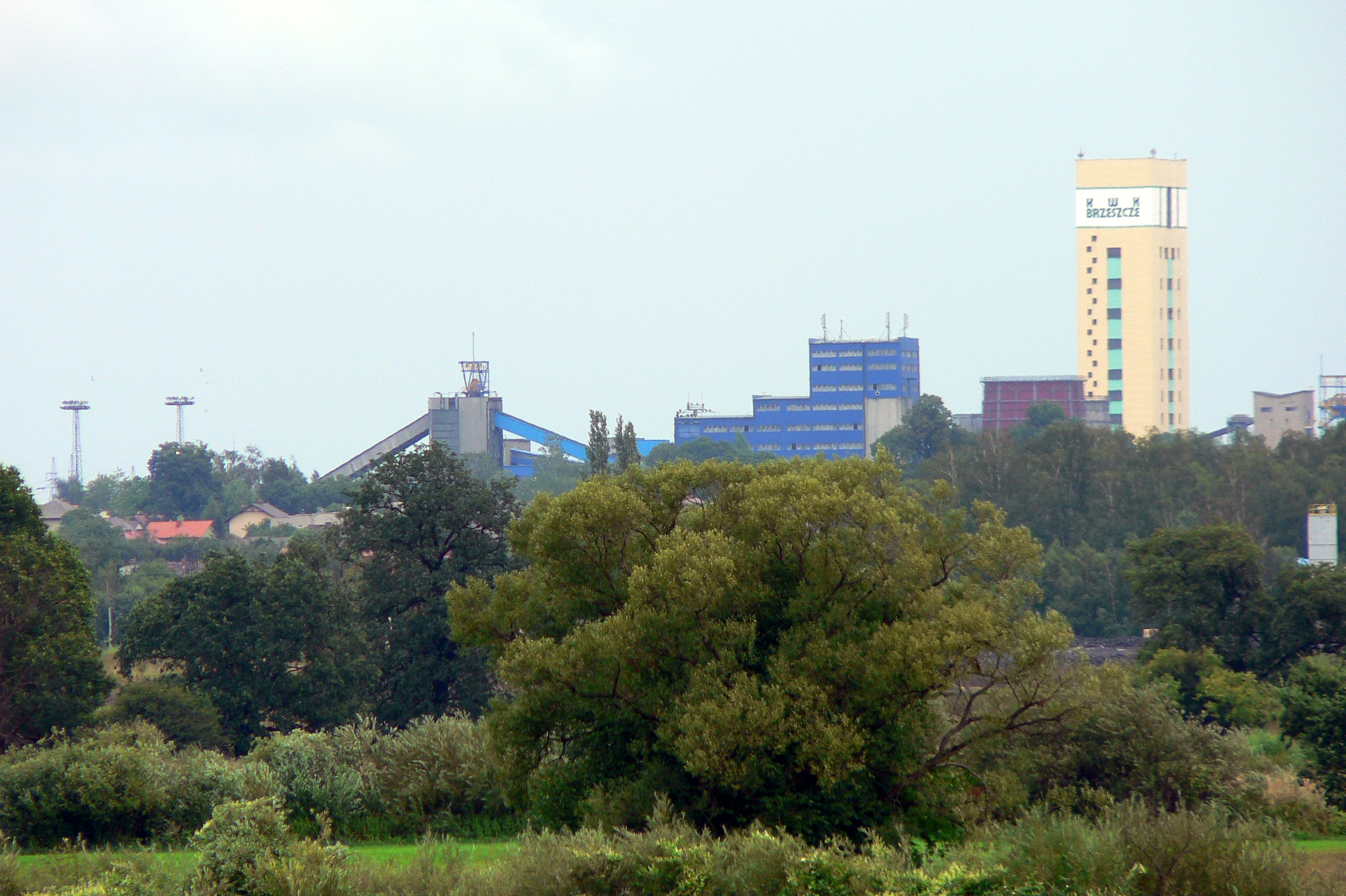
Mine de charbon de Brzeszcze-Silésie.
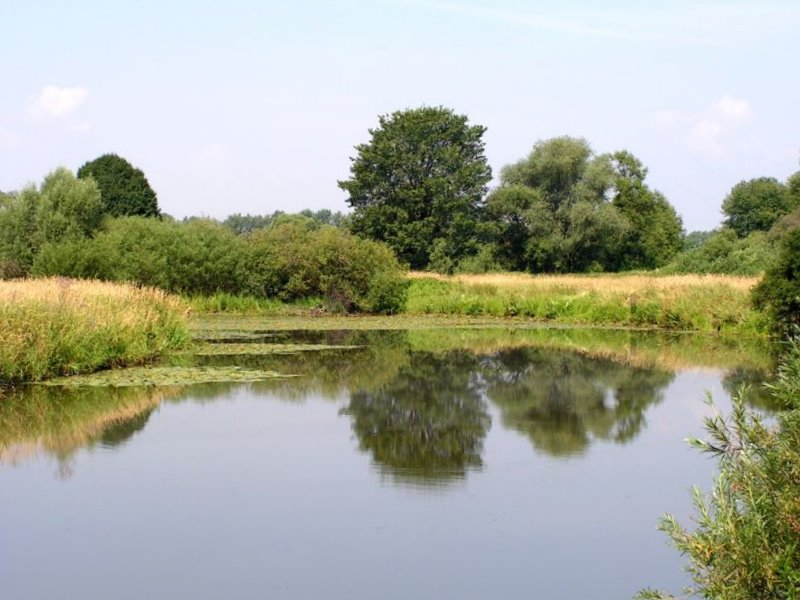
Bras mort de la Vistule dans les environs de Brzeszcze.

## Citoyens célèbres
- Arkadiusz Skrzypaszek, 2 fois champion olympique de pentathlon moderne
- Włodzimierz Lubański, footballeur
- Beata Szydło, femme politique, membre de la Diète de la République de Pologne depuis 2005 et premier ministre de 2015 à 2017
- Kazimierz Bielenin, archéologue

## Géographie

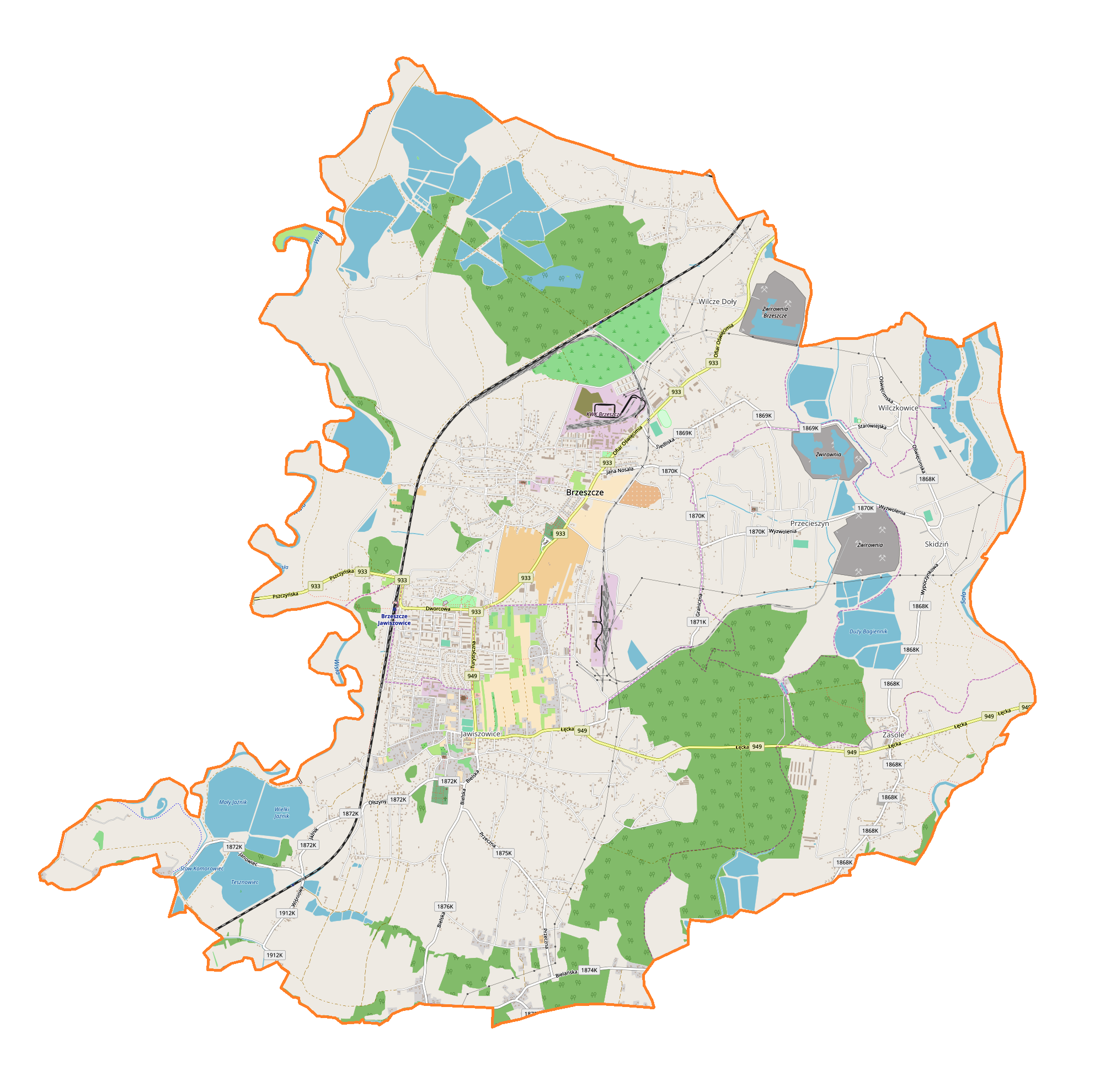
Carte de la gmina de Brzeszcze.

## Jumelage
- Londa (Italie)
- Oignies (France) depuis le 19/11/2019